# Cherish (группа)
Cherish — американский R&B и хип-хоп квартет, состоящий из сестёр Кинг: Фарры (родилась 17 февраля 1984 года), Неоши (родилась 26 января 1986 года) и близнецов Фэллон и Фелиши (родились 5 июня 1987 года). Все они родом из Иллинойса, но переехали в Атланту ради своей дальнейшей карьеры. Группа подписала контракт с Capitol Records и Sho'nuff Records.

## Карьерный путь
Первый сингл Cherish, названный «Miss P», создан под руководством Жермена Дюпри, написан Канди, исполнен при участии Da Brat. Все участницы — сестры, родом из Мейвуда, штат Иллинойс. Уйдя от Reprise Records, они подписали договор с Warner Brothers. Они приняли участие в исполнении сингла Da Brat «In Luv Wit Chu» в 2003 году. Они записали 3 песни для саундтрека The Powerpuff Girls: Power Pop: «Chemical X», «Power of a Female» и «Me and My Girls». Позже был записан целый альбом, названный The Moment, но его выпуск по неизвестным причинам был отложен. Через 3 года группа вернулась с хитом «Do It to It», где с ними спели Шон П и YoungBloodZ. Сингл занял 12 строку чарта Billboard Hot 100 и попал в многие другие чарты. Вторым синглом из альбома стал «Unappreciated».

### 2006:Unappreciated
Unappreciated был дебютным альбомом Cherish. Почти весь альбом они написали сами и заявили, что и альбом, и они сами стали более зрелыми по сравнению с прошлым невыпущенным альбомом. Альбом был выпущен после релиза хита «Do It to It» 15 августа 2006 года и был назван «Unappreciated». Он дебютировал в чарте на 4 строке, проданный в количестве 91000 копий, и стал одним из немногих проектов женских R&B групп, почти год державшихся в пятёрке лучших Billboard 200. Последнее достижение принадлежало группе The Pussycat Dolls с PCD. Альбом был назван золотым: было продано 537487 копий . Из альбома было выпущено три сингла «Do It to It», «Unappreciated» и «Chevy».

### 2008:The Truth
Их второй альбом «The Truth» был выпущен 13 мая 2008 года. Сингл «Killa» попал в Top 40 поп-чартов. В недавнем интервью одна из участниц, Фэллон, так отозвалась об альбоме: «Наше актёрское мастерство выросло. Когда мы писали альбом, мы назвали его «The Truth» потому, что все песни основаны на личном опыте, и мы хотели поделиться этим с нашими фанатами. Мы хотим, чтобы люди знали, что они не одиноки в своих переживаниях». Участницы заявили, что собираются поехать на гастрольный тур этим летом.
В первую неделю было продано только 13000 копий, и альбом занял 40 строчку чарта Billboard 200. В итоге альбом оказался провальным в коммерческом плане.

## Дискография

### Альбомы
| Год  | Информация                                                     | Лучшая позиция | Лучшая позиция | Лучшая позиция       | Лучшая позиция | Продажи                    |
| Год  | Информация                                                     | США            | R&B США        | Чарт альбомов Англии | Япония         | Продажи                    |
| ---- | -------------------------------------------------------------- | -------------- | -------------- | -------------------- | -------------- | -------------------------- |
| 2006 | Unappreciated - 1 студийный альбом - Выпущен: 15 августа, 2006 | 4              | 4              | 80                   | 20             | - Мировые продажи: 640,000 |
| 2008 | The Truth - 2 студийный альбом - Выпущен: 13 мая, 2008         | 40             | 6              | —                    | 91             | - Мировые продажи: 35,000+ |

### Синглы
| Год  | Песня                              | США | R&B США | Поп США | Синглы Англии | Новая Зеландия | Бразилия | Япония | Альбом        |
| ---- | ---------------------------------- | --- | ------- | ------- | ------------- | -------------- | -------- | ------ | ------------- |
| 2003 | «Miss P.» (при участии Da Brat)    | —   | 87      | —       | —             | —              | —        | —      | The Moment    |
| 2006 | «Do It to It» (при участии Шона П) | 12  | 10      | 9       | 30            | 3              | 25       | 10     | Unappreciated |
| 2006 | «Unappreciated»                    | 41  | 14      | 65      | 187           | —              | —        | 38     | Unappreciated |
| 2006 | «Chevy» (Promo)                    | —   | —       | —       | —             | —              | —        | —      | Unappreciated |
| 2007 | «Killa» (при участии Yung Joc)     | 39  | 53      | 23      | 52            | 18             | 92       | 45     | The Truth     |
| 2008 | «Amnesia»                          | —   | 61      | —       | —             | —              | —        | —      | The Truth     |

## Избранные синглы
| Год  | Песня                                           | США | R&B США | Чарт синглов Англии | Альбом                    |
| ---- | ----------------------------------------------- | --- | ------- | ------------------- | ------------------------- |
| 2003 | «In Love wit Chu» (Da Brat при участии Cherish) | 44  | 32      | 29                  | Limelite, Luv & Niteclubz |